# Mingau de tapioca
Mingau de tapioca é um prato típico brasileiro, tradicionalmente consumido na região Norte do Brasil. A receita mais simples e tradicional do mingau de tapioca é feita com farinha de tapioca e o acréscimo de leite. Essa receita também pode levar outros ingredientes como açúcar, cravo-da-índia, canela e leite de coco, e outros preparos incluem frutas frescas como a banana.
A farinha de tapioca é um alimento originário da culinária indígena, e é feita com o amido ou fécula de mandioca (também conhecida como macaxeira ou aipim em diferentes regiões do Brasil). A farinha de tapioca é um alimento muito versátil, e ganhou popularidade em todo o Brasil, sendo até exportado.
O mingau de tapioca é muito popular na cidade de Belém, no estado do Pará, onde é tradicionalmente consumido no café da manhã ou como sobremesa, e é conhecido por sua textura cremosa. O mingau de tapioca também é considerado uma comida típica de festas juninas, e é opção de comida de rua muito presente em mercados populares, e vendedores ambulantes.

## Etimologia
A palavra “mingau" vem do tupi “minga'u” que significa “papa” ou “empapado”, e que já se refere ao alimento em si. A palavra "tapioca" também tem origem no termo tupi "tipi'óka", que significa "aglutinado" ou “coágulo”, referindo-se à textura característica da fécula da mandioca quando hidratada e transformada em tapioca granulada. O mingau de tapioca recebe esse nome por ser feito a partir desse ingrediente principal misturado ao leite.

## História
A mandioca (Manihot esculenta), também conhecida como macaxeira ou aipim, é um dos alimentos mais antigos e importantes das populações ancestrais da América do Sul, tendo sido tradicionalmente cultivada pelos povos indígenas por muitos séculos. Por isso, a mandioca também está ligada às crenças e à cultura indígena através da lenda de Mani.
A tapioca, por sua vez, também é um alimento de origem indígena, muito usado no preparo do beiju (ou biju), e é uma das formas mais populares de processamento e consumo da mandioca. A tapioca é uma iguaria tipicamente brasileira, e acredita-se que o preparo do mingau de tapioca tenha origem nas regiões norte e nordeste do Brasil, onde a mandioca é amplamente cultivada e usada em diversos pratos à base de mandioca ou tapioca. Entretanto, a receita de mingau de tapioca com leite não tem origem na culinária indígena, sendo uma opção de preparo com água. Há muitos anos o mingau de tapioca se destaca como comida de rua na cidade de Belém, no Pará.
Ao longo último século a mandioca vem sendo explorada e cultivada em vários outros países por ser uma planta muito resistente, e por sua raiz ser uma importante fonte de alimentação. A tapioca também ganhou destaque no mercado por sua versatilidade de preparo, e ser uma fonte rápida de carboidratos.

## Culinária
O mingau de tapioca é um prato simples, e originalmente, uma opção econômica para aproveitar os recursos disponíveis ao processar a mandioca. A tapioca granulada era então hidratada ao leite, ou até mesmo com água, e então cozida em fogo baixo, e adoçada com açúcar, resultando em um mingau cremoso. Com o tempo, novos ingredientes e variações regionais foram incorporados à receita, como o acréscimo de frutas, tornando-se cada vez mais uma opção popular de alimentação, até mesmo como comida de rua, ou ocasiões especiais como festividades.

## Nutrição
A farinha de tapioca em si, um dos principais ingredientes do mingau de tapioca, é pobre em fibras, possui alto índice glicêmico e alta concentração de carboidratos simples, sendo assim, absorvidos rapidamente pelo corpo. Em média, 100 g de farinha de tapioca apresenta 382 quilocalorias, 93,1 g de carboidratos, 1,1 g de lipídeos e 0,4 g de fibras.
Dessa forma, o mingau de tapioca pode ser uma fonte de energia, pois a tapioca é rica em carboidratos, sendo um alimento com alto teor de amido. Além disso, é naturalmente isento de glúten, o que o torna uma opção para pessoas com intolerância a essa proteína. A composição nutricional de um prato de mingau de tapioca pode variar dependendo dos ingredientes adicionados, como leite, açúcar, leite de coco ou queijo coalho. No entanto, em sua receita básica, é uma preparação de baixo teor de gordura e baixo teor de proteína. O valor nutricional do mingau de tapioca pode ser enriquecido ao adicionar frutas frescas, como banana ou manga, que fornecem vitaminas, minerais e fibras adicionais.